# Charlotte Sophie von Sachsen-Coburg-Saalfeld

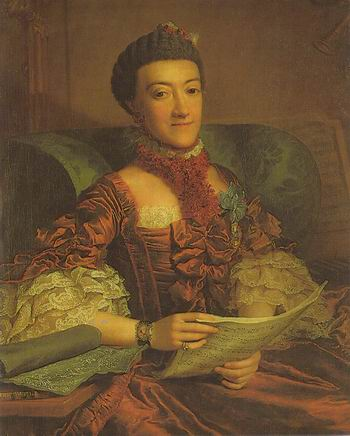
Charlotte Sophie von Sachsen-Coburg-Saalfeld, Erbprinzessin zu Mecklenburg

Charlotte Sophie von Sachsen-Coburg-Saalfeld (* 24. September 1731 in Coburg; † 2. August 1810 in Schwerin) war eine Prinzessin von Sachsen-Coburg-Saalfeld und durch Heirat Herzogin und Erbprinzessin zu Mecklenburg [-Schwerin].

## Leben
Charlotte Sophie war die älteste Tochter des Herzogs Franz Josias von Sachsen-Coburg-Saalfeld (1697–1764) aus dessen Ehe mit Anna Sophia (1700–1780), Tochter des Fürsten Ludwig Friedrich I. von Schwarzburg-Rudolstadt.
Sie heiratete am 13. Mai 1755 in Schwerin Erbprinz Ludwig zu Mecklenburg (1725–1778). Auf der Reise zu ihrer Hochzeit wurde sie von ihrem Bruder Friedrich Josias begleitet. Die Ehe wurde als glücklich beschrieben und Charlotte Sophie wurde auch als Witwe mit Hochachtung behandelt. Gemeinsam mit ihrem Mann galt Charlotte Sophie als Förderin und Gönnerin der Künste. Sie ist in der Schweriner Schelfkirche bestattet.

## Nachkommen
Aus ihrer Ehe hatte Charlotte Sophie zwei Kinder:
- Friedrich Franz I. (1756–1837), Großherzog von Mecklenburg-Schwerin

⚭ 1775 Prinzessin Luise von Sachsen-Gotha-Altenburg (1756–1808)
- Sophie Friederike (1758–1794)

⚭ 1774 Erbprinz Friedrich von Dänemark (1753–1805)